# Oreopanax klugii
Oreopanax klugii  es una especie de planta con flor en la familia de las Araliaceae.

## Hábitat
Es endémica de Perú. Este árbol es conocido sólo de la colección tipo, recolectada en 1933 de la cuenca del Huallaga (departamento de Loreto), en un área con destrucción de hábitat. 

## Taxonomía
Oreopanax klugii fue descrita por Hermann Harms y publicado en Notizblatt des Botanischen Gartens und Museums zu Berlin-Dahlem 15(5): 687–688. 1942.
Etimología
Oreopanax: nombre genérico que deriva de las palabras griegas: oreos = "montaña" y panax = "Panax".
klugii: epíteto